# James Tanner
Pour les articles homonymes, voir Tanner.
Ne doit pas être confondu avec James Mourilyan Tanner.
James Tolman Tanner, né à Londres le 17 octobre 1858 où il est mort le 18 juin 1915, est un metteur en scène et dramaturge britannique qui a écrit de nombreuses comédies musicales à succès produites par George Edwardes (en).

## Biographie
James Tanner commence sa carrière théâtrale comme peintre de décors et acteur et tourne avec la compagnie d'Auguste van Biene, entre autres, notamment dans le rôle de Volteface dans The Old Guard. Ensuite, il devient chef d'entreprise et metteur en scène. En 1892, il écrit sa première pièce, The Broken Melody, qui est un succès en tournée et à l'international pour van Biene. À cette époque, Tanner dirige lors des tournées des productions burlesques du Gaiety Theatre et parfois au Gaiety pour van Biene, dont Faust up to Date (en) en 1892.
George Edwardes remarque la polyvalence de Tanner et l'engage comme réalisateur au Gaiety. Il met d'abord en scène The Baroness pour Edwardes, puis dirige et conçoit la pièce musicale In Town (1892), qui contribue à définir la mode des spectacles du Gaiety Theatre qui vont suivre. Il fournit le plan sur lequel Owen Hall (en) écrit A Gaiety Girl (en) en 1893. Il a également terminé la pièce inachevée burlesque Don Yuan (1893, avec une musique de Meyer Lutz (en) et des paroles d'Adrian Ross), que Fred Leslie (en) avait commencé à écrire avec pour vedette Arthur Roberts mais qui est mort avant de l'avoir terminée, et en dirige aussi la production. Tanner a également dirigé la production originale du Gaiety Theatre The Shop Girl (en) (1894), puis An Artist's Model (en) (1895) et A Modern Trilby (1895, avec Nellie Farren (en)), pour le Daly's Theatre (en).
Tanner s'est ensuite concentré sur l'écriture de certaines des émissions les plus populaires de l'époque pour Edwardes, avec des musiques principalement d'Ivan Caryll et de Lionel Monckton et souvent des paroles d'Adrian Ross et de l'un ou l'autre des frères Greenbank, dont My Girl en 1896 (avec Ross et Frank Osmond Carr), The Circus Girl (en), en 1896, The Ballet Girl en 1897 (avec Carl Kiefert (en) et Ross, qu'il dirige également pour Broadway), The Transit of Venus en 1898 (avec Napoleon Lambelet et Ross), The Messenger Boy (en) en 1900, The Toreador (en) en 1901, A Country Girl (en) en 1902, The Orchid (en) en 1903, The Cingalee (en) en 1904, The New Aladdin (en) en 1906, Our Miss Gibbs (en) en 1919, The Quaker Girl (en) en 1910, The Dancing Mistress (en) en 1912, et The Girl on the Film (en) et The Girl from Utah (en), en 1913.
Tanner a continué à travailler pour Edwardes jusqu'à sa mort à 56 ans. Il est enterré avec sa famille au cimetière de Brookwood.